# Parc scientifique de Turku
Le Parc scientifique de Turku est une communauté d'entreprises et d’établissements d'enseignement de la ville de Turku en Finlande.

## Description
Le parc est spécialisé dans les industries de biotechnologie et d'informatique.
Ses membres comprennent environ 300 entreprises actives à Turku, dont Nokia et Fujitsu.
Le parc est en partenariat très proche avec l'Académie d'Åbo, l'Université de Turku et l'Université des sciences appliquées de Turku.
Le parc est situé à l'est de Turku principalement dans le quartier de Kupittaa.
Les universités et le centre hospitalier universitaire de Turku sont situés dans le premier quartier de la ville.
Le projet est géré par une limited liability company, Turku Science Park Ltd., dont la ville de Turku est l'actionnaire principal.

## Galerie

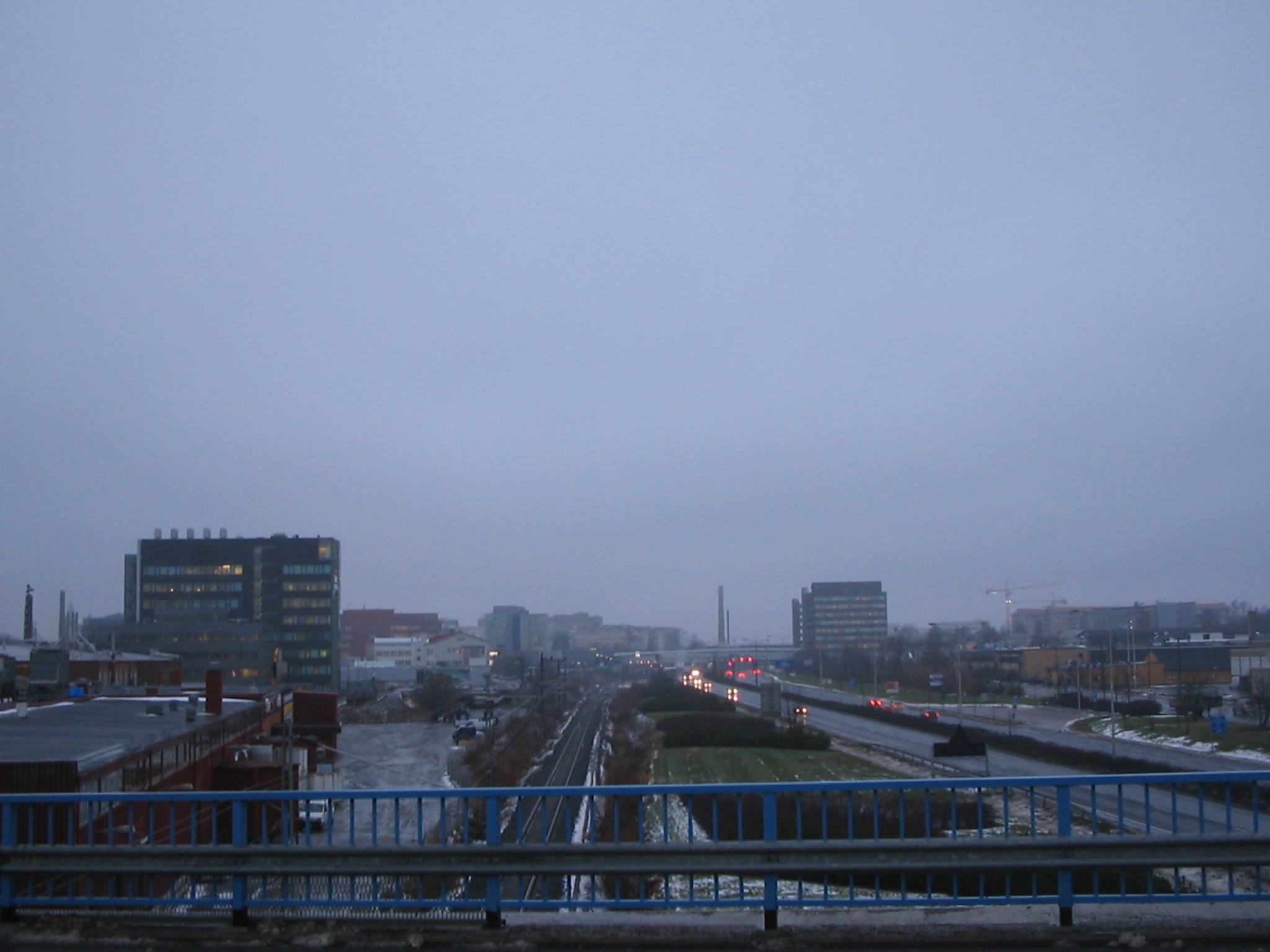
Le parc traversé par la E18.
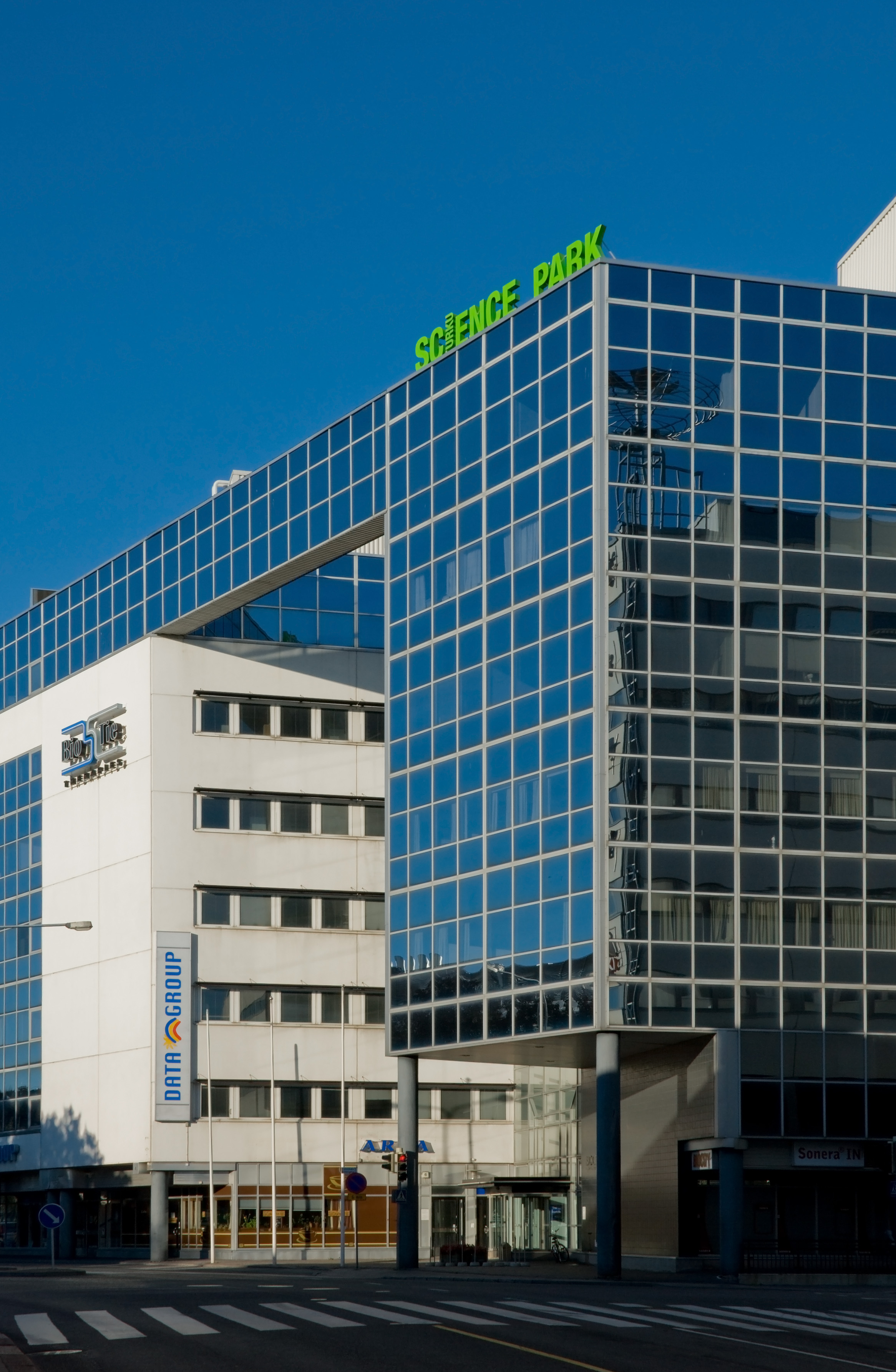
Le bâtiment principal du parc.
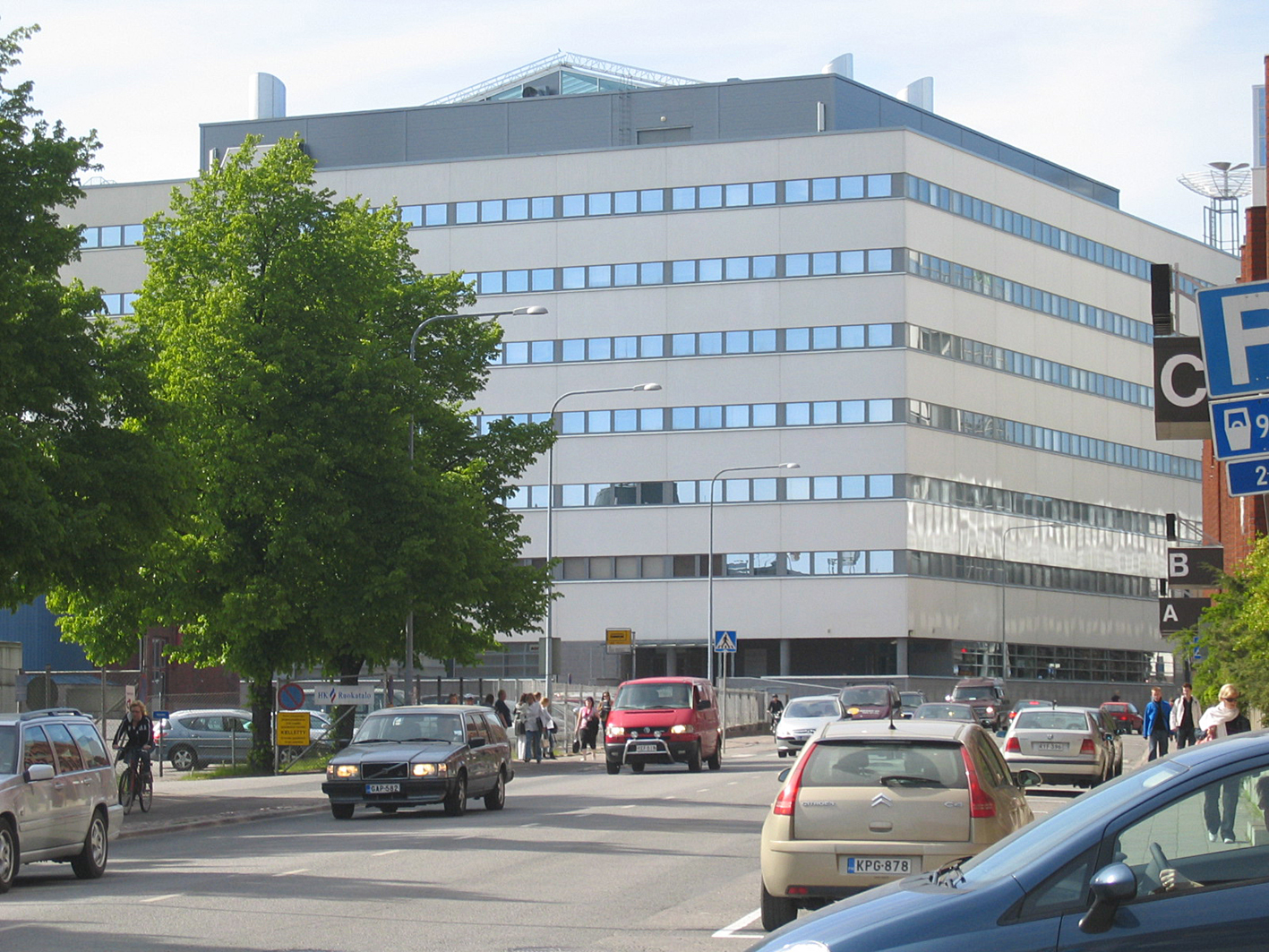
Pharma City
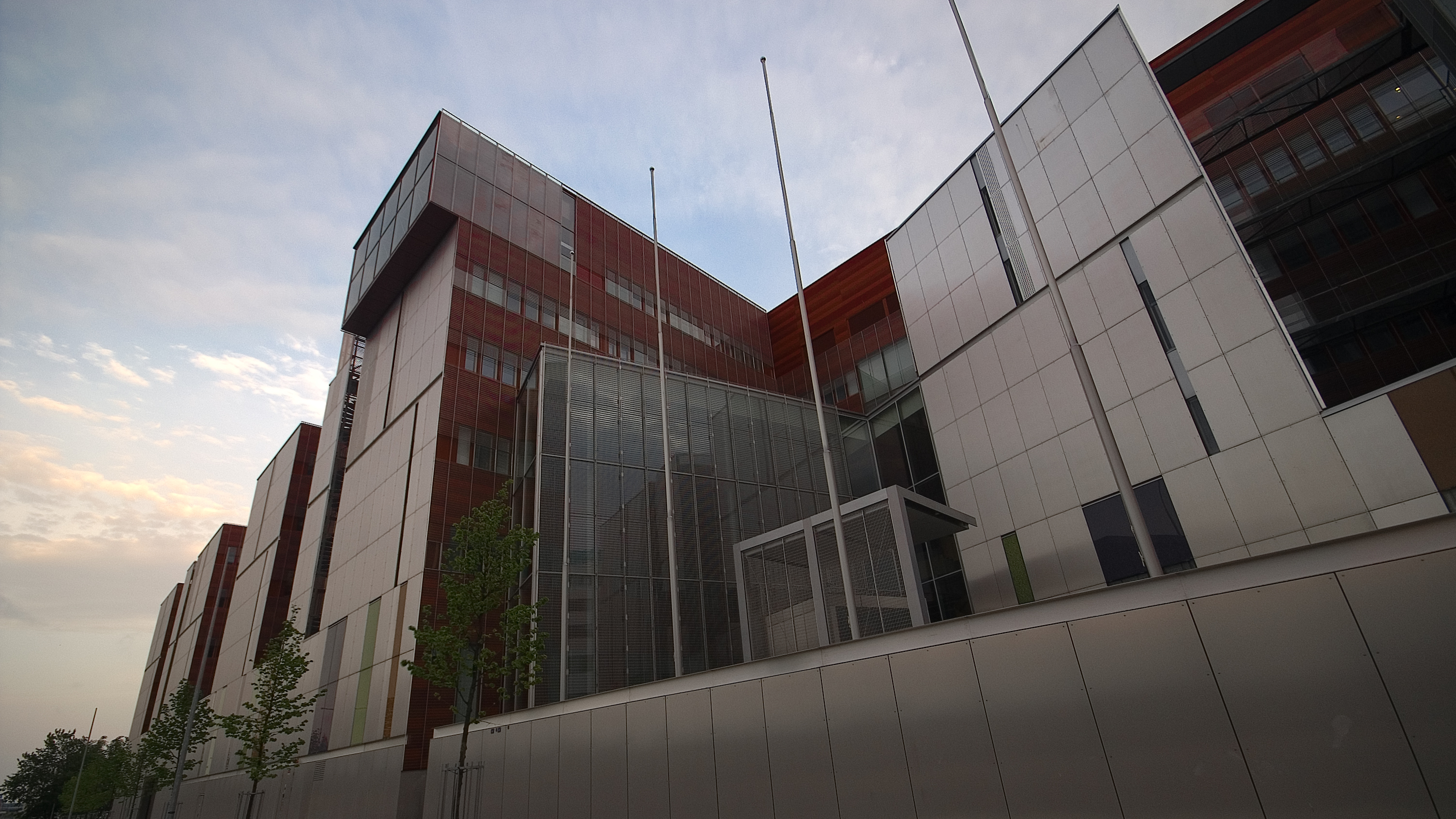
Le bâtiment ICT utilisé par l'Université de Turku, l'Académie d'Åbo et Université des sciences appliquées
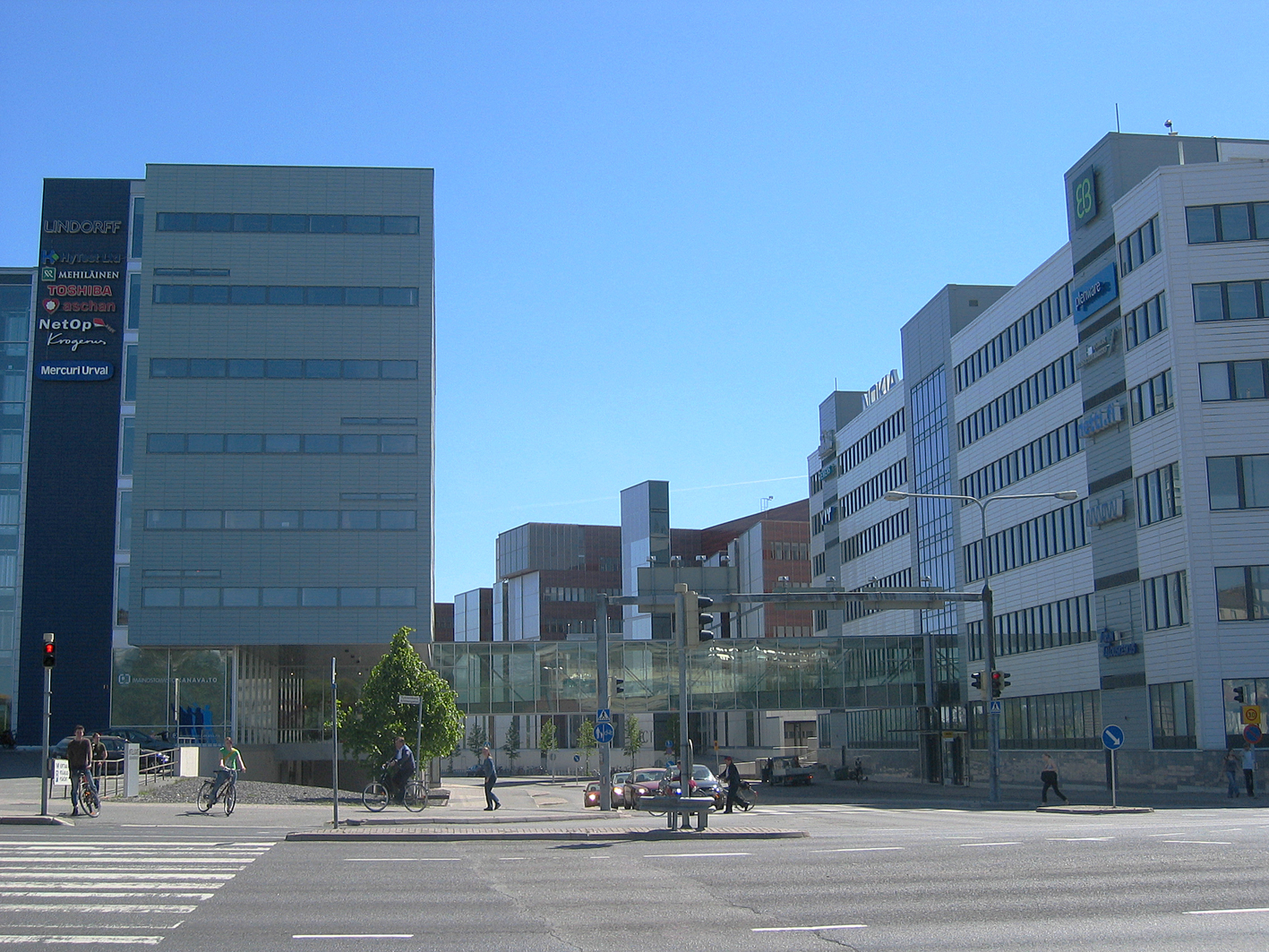
Des bâtiments du parc, de gauche à droite: Intelligate, ICT et Euro City.